# Graphicoglaucytes graphica
Graphicoglaucytes graphica là một loài bọ cánh cứng trong họ Cerambycidae.